# Річард Даглас Гасбанд
Річард Даглас Гасбанд (англ. Rick Douglas Husband; нар. 12 липня 1957, Амарилло, Техас — пом. 1 лютого 2003, над Техасом) — американський астронавт, астронавт NASA з 1999 року. Був командиром шатлу «Діскавері» під час місії «STS-96» та шатлу «Колумбія» під час місії «STS-107».
Гасбанд та інші 6 астронавтів загинули в катастрофі шатлу «Колумбія».